# Station Trzebnica Zdrój
Station Trzebnica Zdrój is een spoorwegstation in de Poolse plaats Trzebnica.